# Alexander-Lenard-Haus

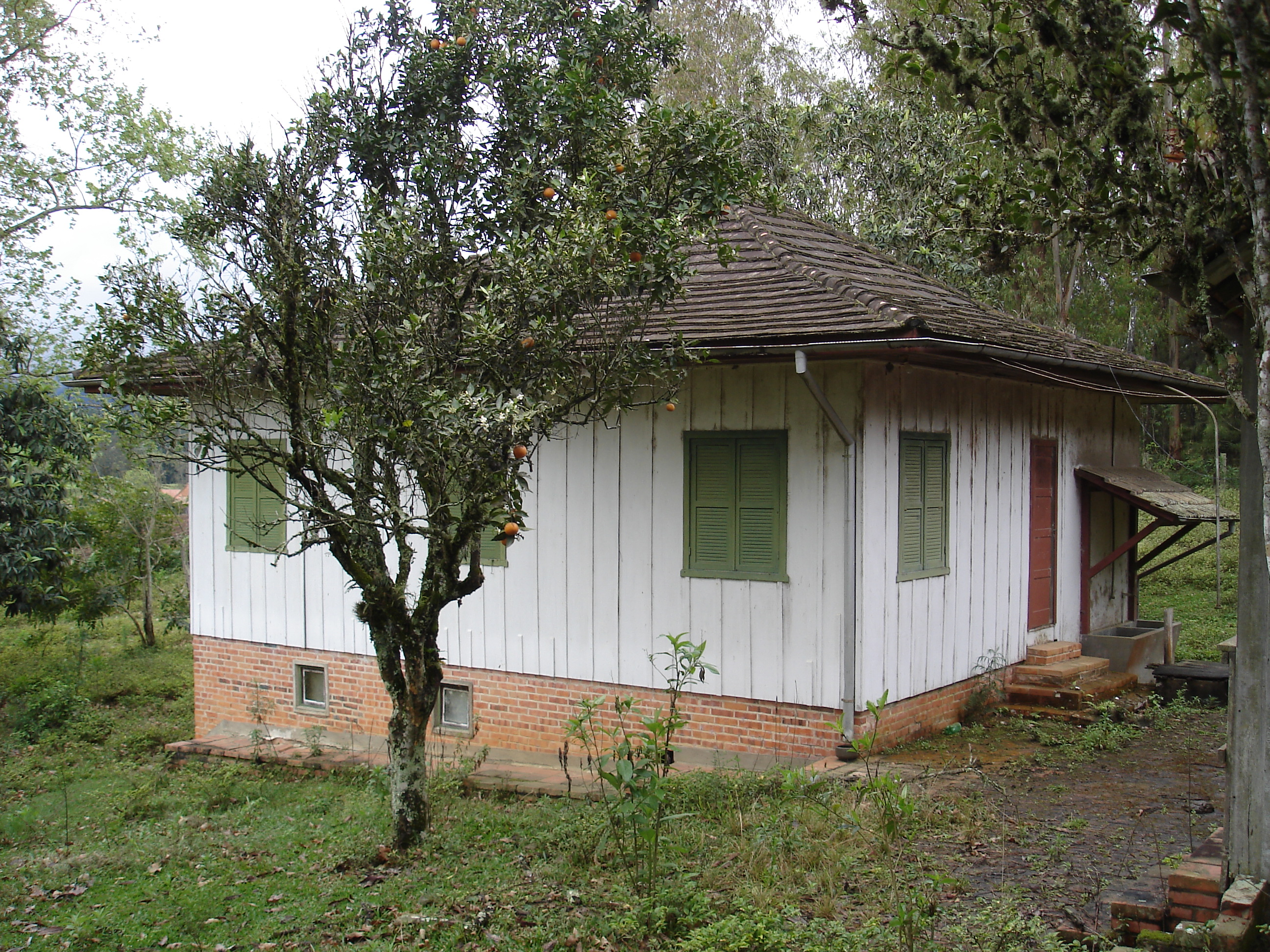
Alexander-Lenard-Haus

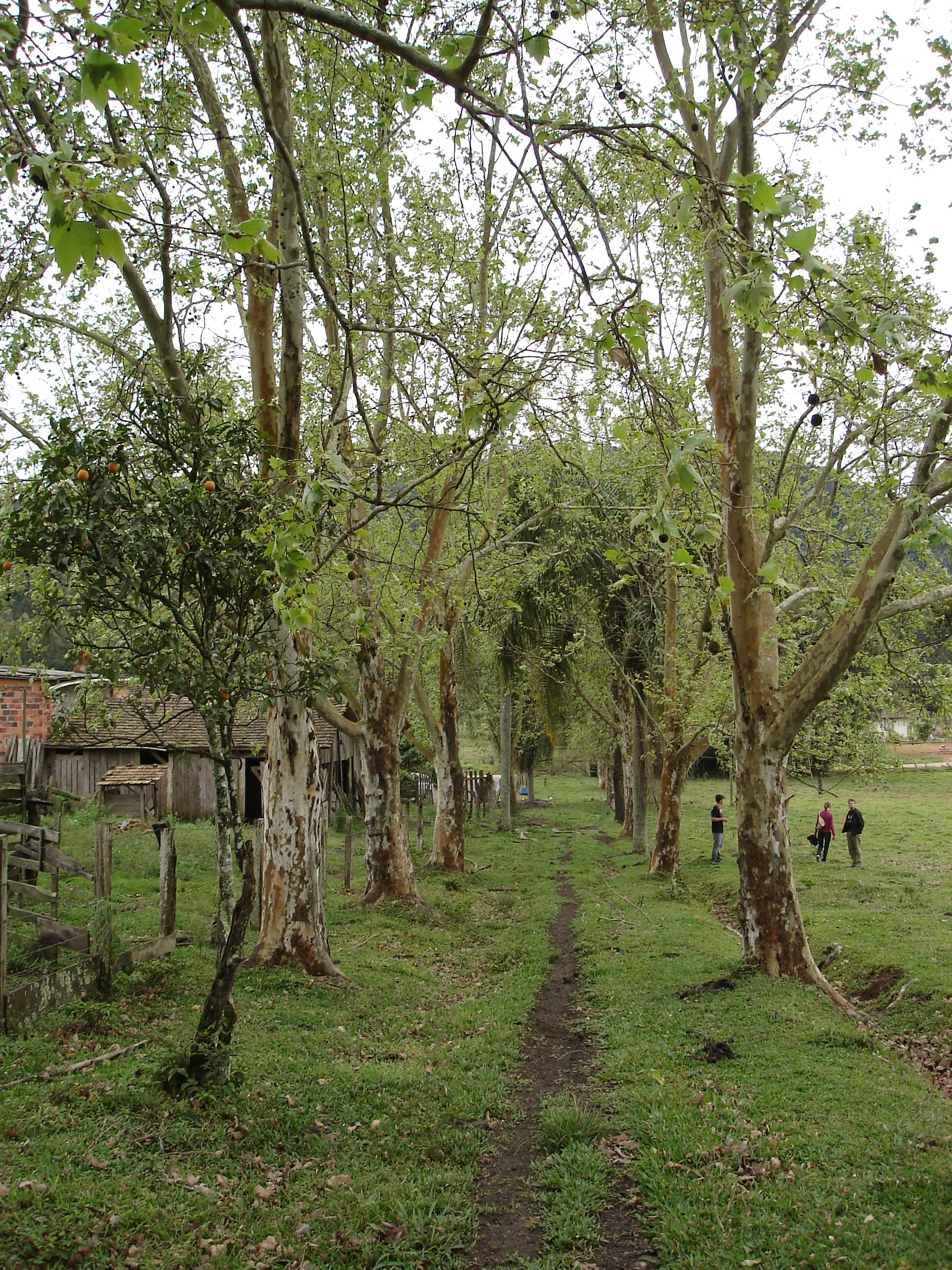
Allee vom Haus zur Straße

Das Alexander-Lenard-Haus (Sítio e Residência de Alexander Lenard) in Dona Emma im brasilianischen Bundesstaat Santa Catarina, war das Wohnhaus des Schriftstellers Alexander Lenard, der in dem kleinen Ort als Arzt praktizierte.
1953 erwarb Lenard einen Sítio (Bauernhof) in Dona Emma, auf der linken Seite der Straße nach Nova Esperança gelegen. Auf dem Grundstück erbaute er zunächst ein einfaches Holzhaus. Nachdem Lenard 1956 bei einer TV-Quiz-Show einen größeren Geldbetrag gewonnen hatte, ließ er von dem Preisgeld ein besseres Haus errichten, das ihm mehr Raum bot, um zu schreiben und Patienten zu empfangen. In seinem Buch Ein Tag im unsichtbaren Haus (1970) schreibt er:

„Es steht an die zweihundert Schritte von der Straße, Weide davor, Orangenbäume ringsum, und bis zum Abhang der Serra, bis zum Wald, ist das Land mein: vier Hektar, die schon einmal guten Aipim getragen haben und nun mit einem Dutzend Ölbäumen, einem Nußbaum, einem winzigen Weinberg, auf Kastanien, Aprikosen, rote Orangen und Äpfel warten – vier Hektar, bereit zu grünen und zu dienen. Mein Haus, sage ich stolz, ist vielseitiger als alle anderen. Es ist manchmal ein Frühstückshaus, Butter und Honig warten auf dem Tisch. Es ist manchmal ein trauriges Haus und manchmal mein Vaterland.“

Bis heute ist das Haus mit seinem Mobiliar unverändert erhalten und steht inzwischen unter Denkmalschutz. Zurzeit ist es unbewohnt, es besteht aber die Idee, dort ein Literaturmuseum einzurichten. Hinter dem Gebäude, auf einer Anhöhe, befindet sich Lenards Grab, das von vielen Touristen besucht wird.

## Weblink
- Residência Alexander Lenard (PDF; 3,29 MB)